# Fulla (muñeca)
Fulla (en árabe: فُلَّة) es el nombre de una muñeca de moda de 290 mm (11,5 pulgadas) que se comercializa entre los niños de los países islámicos y de Oriente Medio como alternativa a Barbie. El concepto del producto evolucionó alrededor de 1999, y se puso a la venta a finales de 2003. Fulla fue creada por un fabricante sirio llamado NewBoy FZCO. Pero desde 2015 la empresa se ha trasladado a los Emiratos Árabes Unidos y ahora se encuentra en Dubái. Fulla también se vende en China (donde atrae a los niños de la minoría Hui), Brasil, África del Norte, Egipto e Indonesia, mientras que unos pocos se venden en Estados Unidos. Aunque en el pasado hubo muchas otras muñecas creadas con hijab, como Razanne y Barbie marroquí, Fulla las superó en popularidad gracias a su lanzamiento junto a una campaña de marketing emitida en el entonces popular canal de televisión Spacetoon. Fulla es un modelo de conducta para algunos musulmanes, que muestra cómo muchos padres musulmanes preferirían que sus hijas se vistieran y se comportaran.

## Aspecto
Al principio, Fulla se desarrolló para tener una larga cabellera negra como el carbón con mechas de color castaño y ojos marrones, pero más tarde se introdujeron muñecas con pelo y ojos más claros. El equipo de desarrollo del producto consideró unas 10 caras diferentes antes de decidir su aspecto. Iba vestida con una abaya negra y un pañuelo en la cabeza para el mercado saudí, pero sin velo en otros mercados; porque el desarrollo del producto no quería "ir a los extremos". En los países más liberales, Fulla lleva un pañuelo blanco y un abrigo de color pastel. Desde entonces, su ropa de exterior es más colorida, pero sus hombros siempre están cubiertos y la falda siempre cae por debajo de las rodillas, ya que tradicionalmente se espera que las mujeres musulmanas vistan de forma conservadora. También se la puede encontrar con vestidos de media y un cuarto de manga, pero sin mangas.

## Valores Islámicos
El nombre de la muñeca proviene de una fragante flor de jazmín que sólo se encuentra en Oriente Medio. Su personalidad fue diseñada para ser "cariñosa, atenta, honesta y respetuosa con su madre y su padre. Es buena con sus amigos. Es honesta y no miente. Le gusta leer. También le gusta y admira la moda sofisticada". Fulla tiene dos mejores amigas, Yasmeen (de pelo rubio sucio) y Nada (de pelo rojo oscuro), así como un hermano y una hermana pequeños. Se está desarrollando un hermano mayor protector para ella (que nunca fue lanzado), así como una Fulla profesora y una Fulla doctora, que son dos carreras que los creadores de Fulla consideran respetables. Fulla no tendrá novio, porque los musulmanes tradicionales no creen en las relaciones románticas fuera del matrimonio. Los creadores de Fulla creen que los padres musulmanes se enfadan por los cambios de opinión inspirados en Occidente sobre la sexualidad, especialmente fuera del matrimonio, por lo que se supone que Fulla muestra los valores islámicos tradicionales y el orden social. Sin embargo, tiene muchos trajes, además del hiyab, que reflejan la vestimenta cotidiana de las niñas musulmanas de hoy en día en algunos países de Oriente Medio que se ajustan a los valores musulmanes, pero que siguen considerándose de moda en Occidente.

## Publicidad
En Arabia Saudí, los anuncios animados muestran la vida de Fulla, por ejemplo, mostrando a la muñeca recitando el Fajr matutino, haciendo un pastel para sorprender a su amiga o leyendo un libro a la hora de dormir. Abidin afirma que estas escenas están "diseñadas para transmitir los valores de Fulla" y mostrar el comportamiento que ésta promueve. A menudo, sus anuncios comienzan con ella cantando con voz aguda en árabe: "Pronto estará a mi lado, y podré contarle mis secretos más profundos". Otra serie de anuncios la anuncian como orientada a la familia, mostrando a un grupo de actrices sirias que exhiben cubiertos, artículos de papelería y accesorios de Fulla. Los anuncios de Fulla suelen promocionar conjuntos modestos, como uno que advertía: "Cuando saques a Fulla de casa, ¡no olvides su nueva abaya de primavera!

## Comparación a Barbie
Fulla y Barbie tienen más o menos la misma altura. Las diferencias entre ellos incluyen el estilo de vida y la apariencia. Las actividades de Fulla incluyen principalmente ir de compras, pasar tiempo con sus amigos, cocinar, leer y rezar. Las muñecas Barbie tienen una amplia gama de aficiones y carreras. Según el director de marca de NewBoy, en el futuro habrá una Fulla médico y una Fulla profesora, ya que "son dos carreras respetadas por las mujeres que nos gustaría animar a las niñas a seguir".
Aunque ambos tienen una amplia gama de ropa, muebles, joyas y otros equipos, la ropa de exterior de Fulla no incluye trajes de baño ni nada similarmente revelador. Las faldas son más largas que la rodilla y los hombros de Fulla siempre están cubiertos. Mientras que las muñecas Barbie van "desnudas" bajo la ropa, el cuerpo de Fulla lleva un chaleco y unos pantalones cortos pintados. En comparación con las curvas, las piernas delgadas y los pechos grandes de Barbie, Fulla tiene un pecho más pequeño, es más delgada y puede ser más joven que Barbie. Mientras que la Barbie estándar tiene el pelo rubio, los ojos azules y la piel clara, la Fulla estándar tiene el pelo oscuro, los ojos marrones y la piel aceitunada. A pesar de ello, ambas son criticadas "por presentar la misma idea irreal de belleza... una determinada imagen a la que las mujeres deben ajustarse". De hecho, una vez se describió a Fulla como la antítesis física de la Barbie de Mattel.
Fulla fue diseñada para promover los valores musulmanes y ser un modelo para las niñas musulmanas de todo el mundo, mientras que Barbie está dirigida a las estadounidenses. Fulla no tiene acompañante masculino, mientras que Barbie tiene a Ken.

## Popularidad
Fulla se vende con una línea de accesorios que incluye paraguas, relojes, bicicletas, cámaras, reproductores de CD, sillas hinchables y piscinas. Fue diseñada para ser diferente a Barbie y para ser la mujer musulmana tradicional cuya vida gira en torno al hogar y la familia. Algunos padres musulmanes han afirmado que si las niñas visten a sus muñecas con pañuelos en la cabeza, se sentirán más animadas a llevar el hiyab ellas mismas. Fulla ha sido elogiada por ofrecer a las niñas un modelo musulmán.
En muchos de los países en los que se vende la muñeca, Fulla es relativamente cara: unos 10 dólares por la muñeca estándar. Por ello, NewBoy creó una versión más económica de la muñeca llamada Fulla Style. En 2015, NewBoy llegó con una versión reboot de la muñeca Fulla también conocida como Generación #5 que se vende desde 2016 hasta la actualidad.

## Revista
La biblioteca de NewBoy se considera el portal electrónico para acceder a todo el material educativo como "libros y revistas electrónicas" relacionados con los productos de NewBoy como, por ejemplo, Fulla.
Lanzada en octubre de 2006, la revista mensual Fulla se publica en árabe y está dirigida a niñas de hasta doce años.
La revista, de 48 páginas, abarca diversos temas, historias y actividades. Se distribuyen más de 45.000 ejemplares en toda la región del Golfo Pérsico y el Levante.